# アベマの時間
『アベマの時間』（アベマのじかん）は、テレビ朝日で放送されているバラエティ番組である。

## 番組概要
テレビ朝日とサイバーエージェントが共同で運営するインターネットテレビ局「AbemaTV」の配信番組を再編集して放送するテレビ番組。2019年8月19日から3日間連続で放送。初回週は『太陽とオオカミくんには騙されない』、『恋愛ドラマな恋がしたい シーズン１』、『いきなりマリッジ シーズン2』と恋愛リアリティーショー3作品をラインナップ。その後はバラエティー番組もピックアップされている。
月末深夜に数日間に渡って放送され、放送枠は1時間弱のことが多いが例外もある。また、木曜深夜（金曜未明）については編成上の都合で放送されない代わりに、週末深夜（日曜または月曜未明）に放送される場合がある。
2020年10月改編でABEMAとの共同制作枠『ネオバズ』を開始してからは本番組の放送が激減し、2021年1月4日放送の『アンダードッグな男たち ～3人の俳優がリングに上がるまでの365日～』を最後に放送されていない。

## 放送リスト
| 放送回 | 放送日         | タイトル                                                                                | 放送時間  |
| ------ | -------------- | --------------------------------------------------------------------------------------- | --------- |
| 1      | 2019年 8月20日 | アベマの時間 オオカミくんには騙されない♥地上波SP版                                      | 0:25-1:20 |
| 2      | 8月21日        | アベマの時間 初対面で結婚！リアリティーショー いきなりマリッジ 地上波SP版               | 0:55-1:50 |
| 3      | 8月22日        | アベマの時間 恋愛ドラマな恋がしたい ～宇宙一のキス～ 地上波SP版                         | 0:25-1:20 |
| 4      | 9月24日        | アベマの時間 GENERATIONS高校TV 片寄涼太が父と涙の共演 地上波SP版                        | 0:20-1:18 |
| 5      | 9月25日        | アベマの時間 恋愛ドラマな恋がしたい～カット後も続く抱擁～ 地上波SP版                    | 0:20-1:18 |
| 6      | 9月26日        | アベマの時間 格闘代理戦争 格闘界に次世代スターを送り込め！ 地上波SP版                   | 0:20-1:18 |
| 7      | 9月28日        | アベマの時間 千鳥MCチャンスの時間～ドッキリだらけの地上波SP版                           | 0:50-1:20 |
| 8      | 10月29日       | アベマの時間 高校生たちの3週間、恋の旅 恋する♡週末ホームステイ地上波SP版                | 0:20-1:20 |
| 9      | 10月30日       | アベマの時間「今日、好きになりました。ハワイ編」 親友と恋の三角関係 特別版              | 0:20-1:20 |
| 10     | 10月31日       | アベマの時間 乃木坂46のプライベートハワイ旅！厳選神シーン地上波SP                       | 0:20-1:20 |
| 11     | 11月1日        | アベマの時間 初対面で結婚！リアリティーショー いきなりマリッジ 地上波SP版               | 0:50-2:15 |
| 12     | 11月2日        | アベマの時間 ひろなかラジオ 地上波SP版                                                  | 0:50-1:20 |
| 13     | 11月4日        | アベマの時間 Mリーグ 地上波SP版                                                         | 1:30-3:00 |
| 14     | 11月26日       | アベマの時間 オオカミちゃんには騙されない 地上波SP版                                    | 0:20-1:20 |
| 15     | 11月27日       | アベマの時間 今日、好きになりました。韓国チェジュ島編 天然王子と恋の三角関係            | 0:20-1:20 |
| 16     | 11月28日       | アベマの時間 日村がゆく地上波限界突破SP！                                               | 0:20-1:20 |
| 17     | 2020年 1月2日  | アベマの時間 総合視聴数累計70億!アベマTV年間ランキング大発表SP                          | 0:25-2:25 |
| 18     | 1月2日         | アベマの時間 VS亀田!朝青龍!天心!1000万円シリーズ初の地上波放送!禁断バトル全復活SP       | 2:25-4:25 |
| 19     | 1月3日         | アベマの時間 新春オールスター麻雀大会2020 地上波SP版                                    | 0:40-3:55 |
| 20     | 1月4日         | アベマの時間 合計4億再生突破!アベマ恋愛番組再生回数BEST20                               | 0:15-4:30 |
| 21     | 1月28日        | アベマの時間 初対面で結婚！リアリティーショー いきなりマリッジ 地上波SP版               | 0:20-1:20 |
| 22     | 1月29日        | アベマの時間 さよならプロポーズ 同棲2年カップル編 地上波SP版                            | 0:20-1:20 |
| 23     | 1月30日        | アベマの時間 さよならプロポーズ 遠距離カップル編 地上波SP版                             | 0:20-1:20 |
| 24     | 2月1日         | アベマの時間 ひろなかラジオ浜辺美波が来たよSP                                           | 0:50-1:20 |
| 25     | 2月2日         | アベマの時間 新ドラマ 僕だけが17歳の世界で 特別先行公開SP!                              | 0:10-0:35 |
| 26     | 2月25日        | アベマの時間 奪い愛、夏 ～1億円で私と結婚しなさい!～                                    | 0:20-1:20 |
| 27     | 2月26日        | アベマの時間 フォローされたら終わり 超絶危険SNSサスペンス!地上波SP版                    | 0:20-1:20 |
| 28     | 2月27日        | アベマの時間 僕だけが17歳の世界で 裏側まで大公開!地上波SP                               | 0:20-1:20 |
| 29     | 2月29日        | アベマの時間 御曹司ボーイズ ～嗚呼、タマノコシ!!!の巻～                                 | 0:50-1:20 |
| 30     | 3月2日         | アベマの時間 指原莉乃＆ブラマヨの恋するサイテー男総選挙 地上波スペシャル                | 1:30-2:00 |
| 31     | 3月24日        | アベマの時間 いきなりマリッジ 「ハイスペ夫婦編」地上波SP                                | 0:20-1:20 |
| 32     | 3月25日        | アベマの時間 GENE高 修学旅行ドバイまで行ったよ♡地上波SP                                 | 0:20-1:20 |
| 33     | 3月26日        | アベマの時間 今日、好きになりました。特別編                                             | 0:20-1:20 |
| 34     | 3月28日        | アベマの時間 千鳥の「チャンスの時間」～愛のチカラであなたの悩みを解消！～               | 0:50-1:20 |
| 35     | 4月28日        | アベマの時間 報道リアリティーショー #アベプラ                                           |           |
| 36     | 4月30日        | アベマの時間 さよならプロポーズ 結婚したい彼氏VS結婚の意味がわからない彼女編 地上波SP版 |           |
| 37     | 5月1日         | アベマの時間 さよならプロポーズ 夢か？お金か？もがくカップル編 地上波SP版               |           |
| 38     | 5月2日         | アベマの時間 高校生フリースタイルダンジョン「ハイスクールダンジョン」開幕!              |           |
| 39     | 5月3日         | アベマの時間 「シブザイル」地上波SP！三代目＆GENERATIONSが全員登場!                     |           |
| 40     | 5月26日        | アベマの時間 僕だけが17歳の世界で 見どころ満載！特別総集編                              | 0:20-1:20 |
| 41     | 5月27日        | アベマの時間 さよならプロポーズ地上波SP 同棲3年…結婚できない27歳彼女の秘密              | 0:20-1:20 |
| 42     | 5月28日        | アベマの時間 さよならプロポーズ地上波SP 32歳崖っぷち彼女VS年収200万彼氏                 | 0:20-1:20 |
| 43     | 5月29日        | アベマの時間 ひろなかラジオ 大好きなハロプロからモー娘。が来たよ！SP                    | 0:20-0:50 |
| 44     | 5月30日        | アベマの時間 家-1グランプリ2020 お笑い自宅芸No.1決定戦！地上波SP版                      | 0:50-1:20 |
| 45     | 5月31日        | アベマの時間 EXIT×報道リアリティーショー#アベプラ                                       | 0:10-1:00 |
| 46     | 6月23日        | アベマの時間 しくじり学園 お笑い研究部 上半期1番笑った「好感度を考える」SP              | 0:20-     |
| 47     | 6月24日        | アベマの時間 GENE高3年分の軌跡♡ダンス＆LIVEパフォーマンス地上波SP                       | 0:50-     |
| 48     | 6月25日        | アベマの時間「乃木坂46時間TV」厳選神シーン＆地上波初出し素材も放出SP                    | 0:20-     |
| 49     | 6月27日        | アベマの時間「M 愛すべき人がいて」6話放送直前！5話ダイジェスト！                        | 0:50-     |
| 50     | 6月28日        | アベマの時間 「L 礼香の真実」                                                           | 0:10-     |
| 51     | 9月29日        | アベマの時間 LDH秋のオンラインライブ“裏と表”でこんなこと起きてましたSP                  | 0:20-1:20 |
| 52     | 9月30日        | アベマの時間 ヒプノシスマイク Division Variety Battle                                   | 0:20-1:20 |
| 53     | 10月1日        | アベマの時間 主役の椅子はオレの椅子／残酷なルール発表＆初の脱落者は誰だ？SP             | 0:35-1:35 |
| 54     | 10月2日        | アベマの時間 声優と夜あそび 2020 ~体操ザムライ放送直前SP~                               | 0:20-1:20 |
| 55     | 12月28日       | アベマの時間 新生EXILE遂に29日(火)初登場LIVE×ONLINE直前SP                               | 0:20-0:55 |
| 56     | 2021年 1月3日  | アベマの時間 鶴瓶・ナイナイ 元祖英語禁止ボウリングダイジェスト                          | 1:40-2:10 |
| 57     | 1月4日         | アベマの時間 アンダードッグな男たち ～3人の俳優がリングに上がるまでの365日～            | 0:25-0:55 |

### 備考
- 2020年7月最終週はドラマ『おっさんずラブ』の再放送を編成したため[8]、本番組の放送は休止となり[9]、代替番組として、『#アベマで笑おう』が8月4日 - 7日未明に放送した。